# ジェラルドの汚れなき世界
『ジェラルドの汚れなき世界』（原題：Thick as a Brick）は、イギリスのプログレッシブ・ロック・バンド、ジェスロ・タルが1972年に発表した5作目のスタジオ・アルバム。アルバムのA面/B面を通じて、タイトル曲のみ収録という構成のコンセプト・アルバムとして制作された。

## 背景
前作『アクアラング』（1971年）が批評家からコンセプト・アルバムとみなされたことから、バンドは本気でコンセプト・アルバムを制作することにした。本作のコンセプトは、モンティ・パイソンから影響を受けている。
8歳の少年ジェラルド・ボストックが書いた詩に基づいているという設定だが、ボストックは架空のキャラクターで、実際にはイアン・アンダーソンが作詞した。なお、アンダーソンは後年、自身のソロ・アルバム『Thick as a Brick 2: Whatever Happened to Gerald Bostock?』（2012年）でもボストックの人生を描写している。マーティン・バー
によれば、ソングライティングのクレジットには反映されていないが、実際にはバーも作曲に関与し、更に本作ではジョン・エヴァンの貢献も大きかったという。
バンドの初代ドラマー、クライヴ・バンカーは結婚を理由にバンドを脱退し、後任としてバリモア・バーロウが加入した。
本作は短期間で制作され、アンダーソンが2012年のインタビューで語ったところによれば、10日ほどで曲作りとリハーサルを終え、10日ほどモーガン・スタジオに入り、それから数日ミキシングを行って完成したという。

## ジャケット
オリジナルLPのジャケットは、12ページの新聞を模したギミック付きの見開きジャケットとなっていた。メンバーのうちイアン・アンダーソン、ジェフリー・ハモンド、ジョン・エヴァンが記事を執筆し、アルバム本編よりもジャケットの制作の方が長期に及んだ。
2001年発売の紙ジャケットCD(TOCP-65883)はオリジナル・ジャケットのミニチュア仕様となり、12ページの新聞も再現された。また、40周年記念デラックス・エディション盤には100ページ以上の冊子が付属し、オリジナルの新聞も全ページ転載されている。

## 反響
バンドの母国イギリスでは、1972年3月18日付の全英アルバムチャートで初登場8位となり、その後最高5位を記録して、自身5作目の全英トップ10アルバムとなった。アメリカのBillboard 200では初の1位獲得を果たし、1972年5月にはRIAAによりゴールドディスクに認定された。

## 評価
Bruce Ederはオールミュージックにおいて5点満点中4.5点を付け「遊び心と深遠さと冒険が同居し、それでいて聴き手を捩じ伏せない、輝かしい力作」と評している。『ローリング・ストーン』誌が2015年に選出した「オールタイム・グレイテスト・プログ・ロック・アルバム50」では7位にランク・イン。

## ライヴにおける演奏
本作リリースに伴うツアーでは、間にコメディの寸劇を挟む形でアルバムが完全再現された。その後のライヴでも本作からの抜粋が演奏され、1978年のヨーロッパ・ツアーの模様を収録したライヴ・アルバム『ジェスロ・タル・ライヴ』には、12分に及ぶヴァージョンが収録されている。また、本作の1997年のリマスターCDには、1978年のマディソン・スクエア・ガーデン公演で録音された11分のライヴ・ヴァージョンがボーナス・トラックとして収録された。
イアン・アンダーソンは2012年のソロ・ツアーで本作を完全再現し、6月22日のレイキャヴィーク公演の模様は映像作品『Thick as a Brick - Live in Iceland』に収録された。

## 収録曲
全曲とも作詞・作曲：イアン・アンダーソン／編曲：ジェスロ・タル。ただし、クレジット上はアンダーソンとジェラルド・ボストックの共作となっている。
1. ジェラルドの汚れなき世界（パート1） "Thick as a Brick, Part I" – 22:39
2. ジェラルドの汚れなき世界（パート2） "Thick as a Brick, Part II" – 21:07

### 1997年リマスターCDボーナス・トラック
1. "Thick as a Brick (Live at Madison Square Garden 1978)" – 11:47
2. "Interview with Jethro Tull's Ian Anderson, Martin Barre and Jeffrey Hammond=Hammond" – 16:28

### 2012年リマスターCDボーナス・トラック
1. "1972 Radio Ad" – 0:59

## 他メディアでの使用例
イアン・アンダーソンは2001年、現代自動車のテレビCM用に本作の抜粋ヴァージョンを再録音した。ただし、実際にオン・エアされたヴァージョンは編集されており、アンダーソン自身が意図した構成とは若干異なっている。
2006年には、テレビアニメ『ザ・シンプソンズ』シーズン17のエピソード「数学は女の敵?」においてジェスロ・タルのオリジナル・ヴァージョンが使用された。

## 参加ミュージシャン
- イアン・アンダーソン - ボーカル、フルート、アコースティック・ギター、ヴァイオリン、サクソフォーン、トランペット
- マーティン・バー - エレクトリックギター、リュート
- ジョン・エヴァン - オルガン、ピアノ、ハープシコード
- ジェフリー・ハモンド - ベース、ボーカル
- バリモア・バーロウ - ドラムス、パーカッション、ティンパニ